# Jean-François Oeben
Jean-François Oeben, oppure Johann Franz Oeben (Heinsberg, 9 ottobre circa 1710 – Parigi, 21 gennaio 1763), è stato un ebanista francese, di origine tedesca, uno tra i principali esponenti dello stile Luigi XV e dello stile di transizione tra il rococò dell'epoca Luigi XV e il "classichetto" di Luigi XVI.

## Biografia

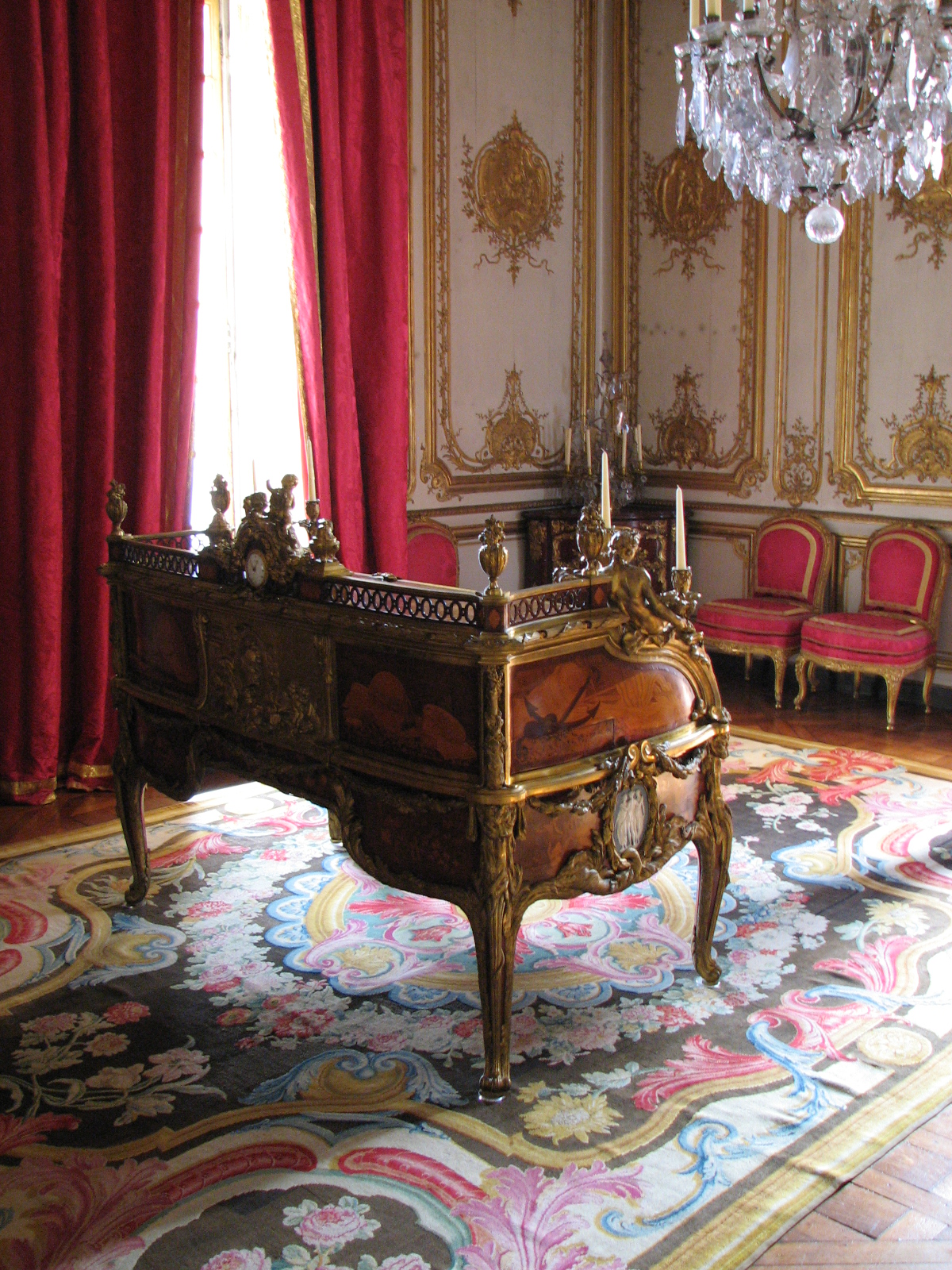
Bureau du Roi, completato dall'allievo Jean-Henri Riesener

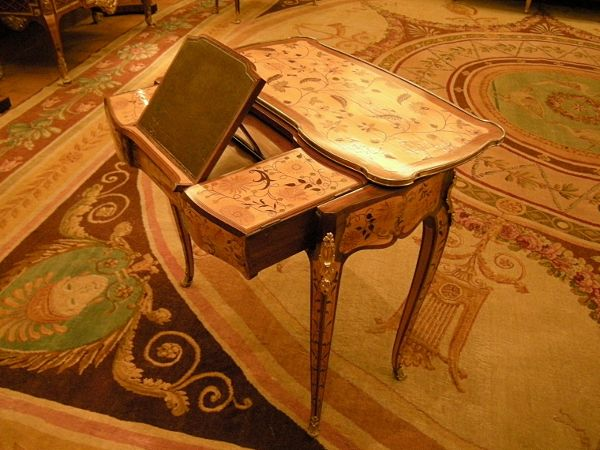
Tavolo meccanico, intorno al 1760

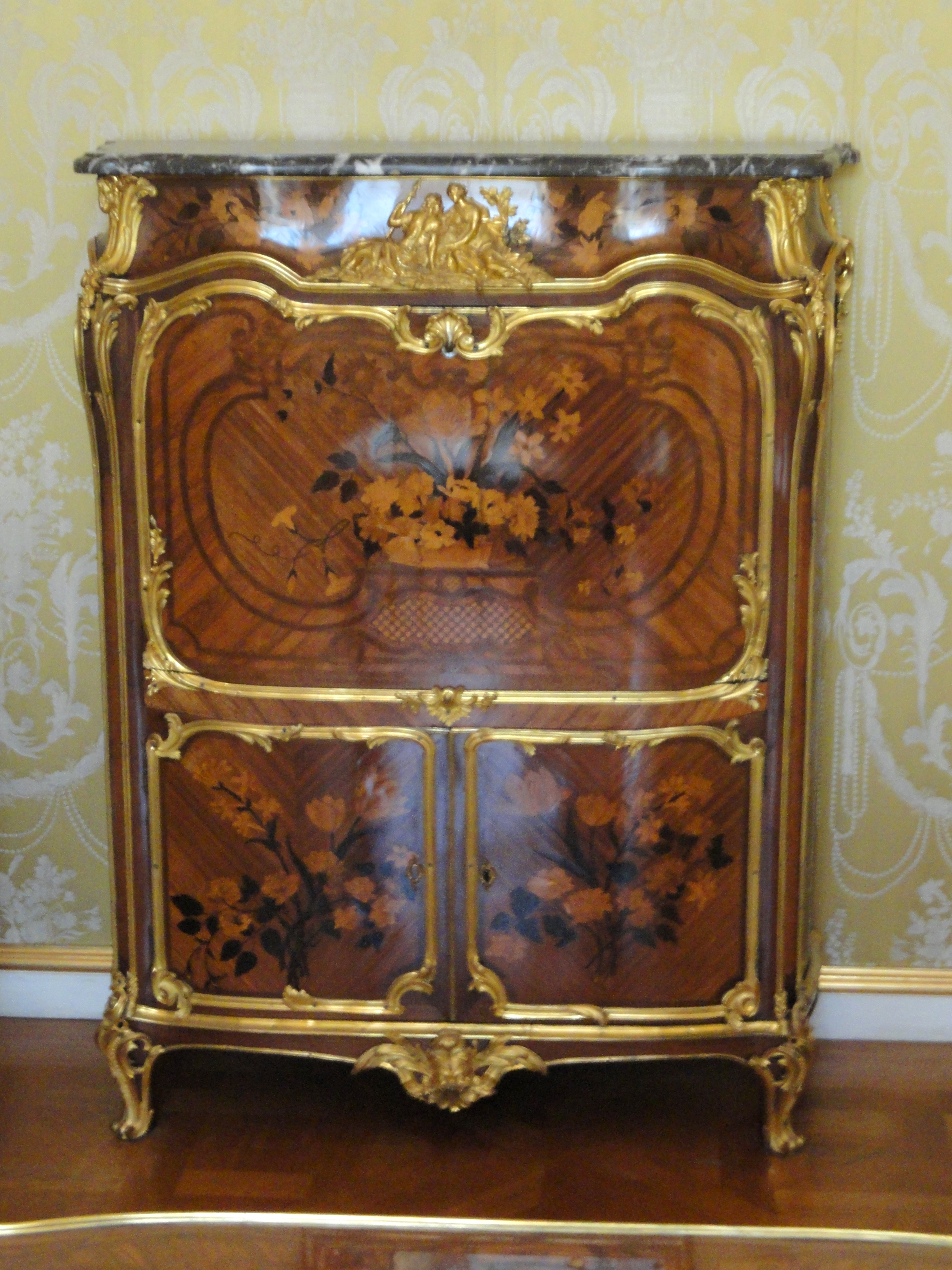
Secretaire (1754-1756)

Jean-François Oeben nacque ad Heinsberg in Germania, il 9 ottobre 1710, figlio di un postino cattolico, François Oeben, e di Mathilde Peterche, ma emigrò a Parigi negli anni quaranta, dove effettuò una prestigiosa carriera come ebanista reale in Francia.
Nel 1751 entrò nel laboratorio di Charles-Joseph Boulle, figlio del famoso ebanista, scultore, decoratore e cesellatore André-Charles Boulle, situato presso il Louvre.
Dopo aver sposato, nel 1749, Marguerite Françoise Vandercruse, sorella dell'ebanista Roger Vandercruse Lacroix, nel 1754 ricevette il titolo di "ébéniste du roi", succedendo al Boulle e ottenendo alloggi e un laboratorio presso la Manifattura dei Gobelins.
Lavorare per conto dei Gobelins rappresentava una situazione molto vantaggiosa per gli artigiani: dopo sei anni un ebanista poteva diventare un maestro, potendo così limitare le tasse da pagare. Inoltre, dopo dieci anni, uno straniero come Oeben diventò un francese naturalizzato acquisendo molti diritti e privilegi riguardanti il suo patrimonio.
Nel 1756 il re diede a Oeben ampie sistemazioni e un laboratorio presso l'arsenale, con il permesso di costruire una fucina per fondere i suoi accessori in metallo.
Nelle sue opere la sensibilità per il disegno della forma si coniugò al gusto raffinato per gli elementi decorativi.
I suoi mobili si caratterizzarono per le forme ampie e furono riccamente ornati, però struttura e ornamenti risultarono robusti e asciutti.
Ben presto Oeben si specializzò in piccoli pezzi di arredamento polivalenti comprendenti geniali dispositivi meccanici. Si distinse anche per aver reintrodotto il pregevole intarsio floreale naturalistico all'inizio della sua carriera (mazzi, festoni, fiori sparsi), che era andato in disuso, prima di passare a schemi più geometrici, tra cui cubi e cerchi intrecciati molto caratteristici del suo stile, sempre in legni chiari molto pregiati.
Produsse mobili per i membri più alla moda dell'aristocrazia e della corte reale e fu patronato da Madame de Pompadour, l'amante di Luigi XV di Francia.
Il suo capolavoro è il bureau du Roi, una scrivania per il re che iniziò nel 1760 e stava lavorando al momento della sua morte; il progetto venne ultimato dal suo collaboratore più giovane, Jean-Henri Riesener, che rilevò il negozio nel 1768 e sposò la vedova di Oeben.
Tra gli altri collaboratori di Oeben si ricorda l'ebanista Jean-François Leleu, che non accettò con favore la scelta della vedova di assegnare il laboratorio a Riesener, al punto che spesso ebbe discussioni con quest'ultimo, e in alcuni casi intervenne la polizia per calmare gli animi.
La delusione di Leleu era probabilmente acuita dall'origine germanica di Riesener, così come negli stessi anni gli ebanisti francesi
si lamentarono per la presenza di artigiani stranieri nel sistema delle corporazioni di Parigi.
Riesener e Leleu, entrambi allievi di Oeben, si dimostrarono i più importanti ebanisti dello stile Luigi XVI.
Oeben diventò maître solamente nel 1761 e morì due anni dopo: la legge autorizzava la vedova a proseguire l'attività utilizzando il suo marchio. Quindi gran parte dei mobili realizzati da Oeben non sono firmati e la maggior parte di quelli che indicano il suo contrassegno non sono suoi. Questa situazione confusa fu chiarita grazie ad uno studio accurato riguardante lo stile delle opere e al riconoscimento degli elementi peculiari dell'arte di Oeben.
Mobili di Oeben si trovano tra l'altro nelle raccolte del Louvre e in quelle del Residenzmuseum di Monaco di Baviera.